# Oleksandr Abramenko
Oleksandr Abramenko (født 4. maj 1988) er en ukrainsk freestyle-skiløber, der konkurrerer i aerials. Han repræsenterede sit land under vinter-OL 2014 i Sochi, hvor han sluttede på sjettepladsen i aerials.
Han tog guld i aerials under vinter-OL 2018.